# Juan José Cobo
Cobo  Acebo est un nom espagnol. Le premier nom de famille, en général paternel, est Cobo ; le second, en général maternel, souvent omis, est Acebo.
Pour les articles homonymes, voir Acebo et Cobo.

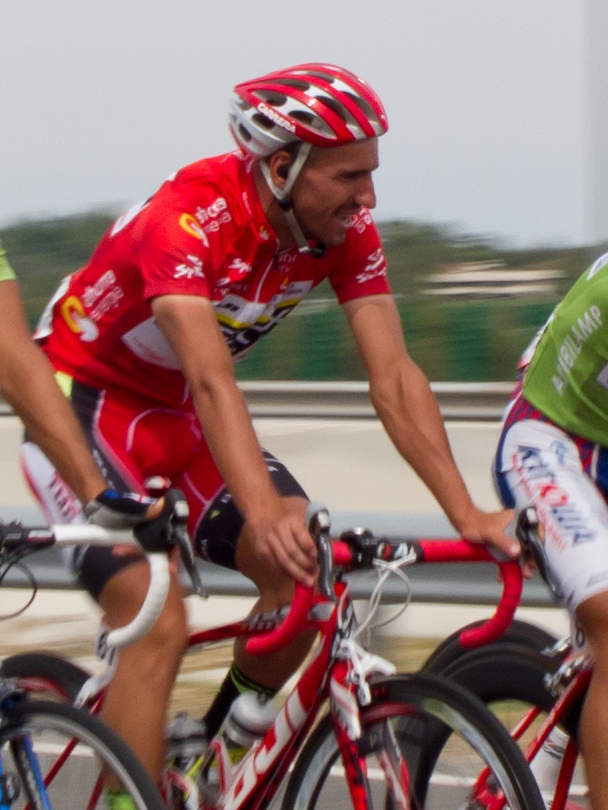
Lors du Tour d'Espagne 2011.

Juan José Cobo Acebo, né le 11 février 1981 à Torrelavega, est un coureur cycliste espagnol. Professionnel de 2004 à 2014, il crée la surprise en remportant le Tour d'Espagne 2011, mais est par la suite déclassé en raison de résultats anormaux sur son passeport biologique.

## Biographie

### Jeunesse et années amateurs
En 2003, Juan José Cobo est champion d'Espagne du contre-la-montre espoir. Il est sélectionné en équipe nationale des moins de 23 ans pour les championnats d'Europe, à Athènes en août, et pour les championnats du monde à Hamilton, au Canada, en octobre. Aux championnats d'Europe, il se classe quatrième du contre-la-montre, à 30 secondes du vainqueur Markus Fothen. Aux championnats du monde, il participe, avec Isidro Nozal, au contre-la-montre dont il prend la 33e place, et à la course en ligne, qu'il ne termine pas. En septembre, il intègre en tant que stagiaire l'équipe professionnelle Vini Caldirola.

### 2004-2006: débuts professionnels chez Saunier Duval
En 2004, Juan José Cobo devient professionnel dans la nouvelle équipe espagnole Saunier Duval, dirigée par Mauro Gianetti, dirigeant en 2003 de Vini Caldirola. Il y retrouve deux directeurs sportifs de cette équipe, ainsi que le coureur David de la Fuente,. Son meilleur résultat durant cette saison est une neuvième place lors de la Japan Cup.
En 2005, il participe à son premier grand tour, le Tour d'Italie.

### 2007-2008: révélation au haut-niveau
Au printemps 2007, il obtient ses premières victoires professionnelles lors du Tour du Pays basque. Aligné sur cette course pour y aider José Ángel Gómez Marchante et Koldo Gil. Il s'impose lors de la première étape en sortant seul de son groupe d'échappés dans la dernière côte, puis lors de la cinquième étape, en montagne. Il assure sa victoire au classement général lors du contre-la-montre de la dernière étape, dont il prend la troisième place derrière Samuel Sánchez et Alberto Contador. Il participe au Tour de France dans l'optique d'une victoire d'étape. Il termine finalement le Tour avec un bon classement final (20e).
En 2008, toujours chez Saunier Duval, il réalise un début de saison plus discret mais finit deuxième de l'étape arrivant à Hautacam, derrière son coéquipier Leonardo Piepoli. Malgré cette très bonne performance dans ce qui était la première grande étape de montagne du Tour de France, Cobo fut contraint de quitter la Grande Boucle avec son équipe, à la suite du contrôle positif de l'Italien Riccardo Riccò. La formation Saunier-Duval devint Scott-American Beef en fin de saison, mais cette équipe ne fut pas invitée sur la Vuelta 2008.

### 2009: Fuji-Servetto
L'équipe est devenue la Fuji-Servetto au début de la saison 2009. Cobo y est resté fidèle. Les organisateurs des trois grands tours refusent d'inviter l'équipe aux compétitions qu'elles organisent. Cobo ne peut donc pas participer au Tour de France. Il participe alors au Tour d'Autriche où il finit 67e. Fuji-Servetto obtient du Tribunal arbitral du sport le droit de participer au Tour d'Espagne. Juan José Cobo en remporte la 19e étape et termine à la dixième place du classement général. Néanmoins, 10 ans plus tard, en juillet 2019, il perd ses résultats obtenus durant cette course ainsi que les mondiaux  (abandon sur la course en ligne et 42e du contre-la-montre), après voir été reconnu coupable d'une violation des règles antidopage sur la base d'anomalies constatées dans son passeport biologique.

### 2010: passage chez Caisse d'Épargne
En 2010, il rejoint l'équipe Caisse d'Épargne d'Eusebio Unzué, où il ne parvient pas à s'adapter.

### 2011: retour sous les ordres de Gianetti, victoire puis déclassement au Tour d'Espagne
Après une saison 2010 manquée, il revient en 2011 dans la formation dirigée par Mauro Gianetti, désormais appelée Geox-TMC, espérant y retrouver son meilleur niveau.
En 2011, il s'illustre en remportant le Tour d'Espagne et la 15e étape au terme de l'ascension de l'Angliru. Lors de cette étape, il attaque à 6 km de l'arrivée et s'impose en solitaire. Cette performance a suscité la surprise et le doute de la part de consultants comme Jean-François Bernard ou Bertrand Duboux, rappelant ses faibles performances depuis son départ de l'équipe Saunier Duval. Le 13 juin 2019, soit huit ans plus tard, l'UCI annonce que Cobo a été reconnu coupable de violation des règles antidopage, sur la base des données sur son passeport biologique, et que ses résultats de 2009 à 2011, incluant ses succès sur la Vuelta (une étape, le classement général et celui du combiné), sont susceptibles d'être effacés. Finalement, n'ayant pas fait appel, il est suspendu trois ans et déclassé de ses résultats sur la Vuelta, la victoire revenant à Froome, son dauphin.

### 2012-2013: chez Movistar
En 2012, Juan José Cobo rejoint l'équipe Movistar. Son retour chez Eusebio Unzué n'est pas concluant, trentième du Tour de France et soixante-septième de la Vuelta. En 2013, le Tour d'Italie est l'objectif de sa saison. Mais dès le contre-la-montre par équipes du deuxième jour, un coup reçu sur son genou lui ôte tout espoir de bien figurer. Il l'achève au 116e rang. La suite de sa saison est le reflet de ce Giro. Il ne dispute plus que six courses et n'en terminera qu'une seule. Au terme d'une année, où il court seulement 58 jours de compétition, sa formation ne le conserve pas dans son effectif.

### 2014: fin de carrière chez Torku Şekerspor
La crise économique que traverse le cyclisme espagnol et l'absence de résultats ces deux dernières années font qu'au mois de décembre 2013, il est toujours sans contrat, essuyant de nombreux refus. Il cherche alors une solution à l'étranger dans une équipe continentale. Il la trouve en Turquie, grâce au soutien de David de la Fuente, qui lui ouvre les portes de son équipe. Il y côtoie des hommes d'expérience comme Serhiy Grechyn, Yuriy Metlushenko ou Andrey Mizourov. Cobo a pour objectif de reprendre du plaisir sur un vélo et retrouver son meilleur niveau, sans penser à 2015 et rejoindre une hypothétique grande équipe. Il faut attendre début avril, pour que Cobo puisse entamer sa saison, au Tour de Crète, où il s'impose dans l'ultime étape. Il termine également troisième au classement général final, remporté par son équipier De la Fuente. Il prend sa retraite sportive après cette saison.

### Après carrière
Après sa carrière de coureur, il s'installe à Cabezón de la Sal, dans le Nord de l'Espagne, où il enseigne le surf et distribue du lait. En août 2014, l'UCI avertit Cobo, qui est toujours actif dans une équipe turque, que des paramètres suspects ont été découverts cinq ans auparavant dans son passeport biologique. En 2015, une première proposition de sanction est présentée au coureur, puis une deuxième en 2017. Ayant tiré un trait sur sa carrière et le monde cycliste, Cobo ne répond à aucune des propositions. Deux ans plus tard, la sanction définitive est révélée, il est suspendu trois ans et est dépossédé de ses résultats sur les Tours d'Espagne 2009 et 2011, parmi lesquels sa victoire finale sur l'édition 2011.

## Palmarès

### Palmarès année par année
- 1999
  - 3e du Circuito Cántabro Junior
- 2001
  - 1reb étape du Tour de Salamanque (contre-la-montre par équipes)
- 2002
  - 2e étape du Tour de Palencia
  - 2e du championnat d'Espagne du contre-la-montre espoirs
- 2003
  - Vainqueur de la Coupe d'Espagne espoirs
  -  Champion d'Espagne du contre-la-montre espoirs
  - 2e et 4eb étapes du Tour de la Bidassoa
  - 5eb étape du Tour de Navarre (contre-la-montre)
  - 2e du Tour de la Bidassoa
  - 3e de l'Aiztondo Klasica
  - 3e de la Santikutz Klasika
  - 3e du Circuito Lasarte-Oria
  - 4e du championnat d'Europe du contre-la-montre espoirs
- 2007
  - Tour du Pays basque :
    - Classement général
    - 1re et 5e étapes

  - 3e de la Subida a Urkiola
  - 3e du Tour de Castille-et-León
  - 9e de Liège-Bastogne-Liège
- 2008
  - 10e étape du Tour de France[24]
  - 5e étape du Tour de Burgos
  - 9e étape du Tour du Portugal
  - 2e de la Subida a Urkiola
- 2009
  - 4e étape du Tour de Castille et Léon
  - 9e du Tour de Lombardie

- 2011
  - 3e du Trofeo Deià
  - 3e du Tour de Burgos
- 2012
  - 1re étape du Tour d'Espagne (contre-la-montre par équipes)
- 2014
  - 4e étape du Tour de Crète
  - 3e du Tour de Crète

### Résultats sur les grands tours

#### Tour de France
3 participations
- 2007 : 20e
- 2008 : retrait de la course avec toute l'équipe Saunier-Duval, vainqueur de la 10e étape
- 2012 : 30e

#### Tour d'Italie
2 participations
- 2005 : abandon (14e étape)
- 2013 : 116e

#### Tour d'Espagne
4 participations
- 2006 : abandon (9e étape)
- 2009 : 10e, vainqueur de la 19e étape
- 2011 :  Vainqueur du classement général,   du classement du combiné et de la 15e étape,  porteur du maillot rouge pendant 7 jours
- 2012 : 67e, vainqueur de la 1re étape (contre-la-montre par équipes)

## Classements mondiaux
| Année                  | 2006 | 2007 | 2008 | 2009 | 2010 | 2011 | 2012 | 2013 | 2014 |
| ---------------------- | ---- | ---- | ---- | ---- | ---- | ---- | ---- | ---- | ---- |
| Classement ProTour     | 202e | 35e  |      |      |      |      |      |      |      |
| Calendrier mondial UCI |      |      |      | 72e  |      |      |      |      |      |
| UCI Europe Tour        |      |      |      |      |      | 111e |      |      | 467e |